# Carlos de Radzitzky
 (janvier 2021).
Si vous disposez d'ouvrages ou d'articles de référence ou si vous connaissez des sites web de qualité traitant du thème abordé ici, merci de compléter l'article en donnant les références utiles à sa vérifiabilité et en les liant à la section « Notes et références ».
Carlos de Radzitzky (baron de Radzitzky d'Ostrowick ; né à Londres le 7 juin 1915 et mort à Bruxelles  le 11 novembre 1985) est un poète, journaliste et critique musical belge. 

## Critique de jazz
Carlos de Radzitzky était en Belgique, avec Albert Bettonville, une figure importante du jazz. Avec ce dernier il tint à la radio belge francophone une chronique pendant plus de vingt ans (1945-1967). Par ailleurs, il participera à plusieurs revues et ouvrages sur le jazz. Il écrivit de nombreux articles sur le jazz hot et son histoire, ainsi que des biographies de musiciens tel Duke Ellington et Louis Armstrong. Dès 1982, il est impliqué dans un projet de musée du jazz qui deviendra la Maison du Jazz à Liège.

## Poète
Sa poésie influencée par Apollinaire, Cocteau et Éluard est surréaliste. Entre les années 1930 et 1970, il publiera une demi-douzaine de recueils de poésie. Qualifiée parfois de surréalisme classique, sa poésie est très imagée. Elle contient des éléments oniriques et insolites, et parfois même des figures érotiques. 

## Traducteur
Il traduira de nombreux poèmes d'écrivains hongrois tel que Endre Ady, Lajos Kassák, Gábor Garai, Gyula Illyés, Àgnes Nemes Nagy ou György Timár. Il codirigera avec André de Gascht un recueil de littérature hongroise (1969).

## Reconnaissances
- Prix Félix Denayer (1966)
- Président du PEN club français de Belgique (1977)
- Création du Prix Carlos de Radzitzky (qui récompense un musicien)

## Liste d'ouvrages de poésie
Par ordre chronologique (non exhaustive)
- Harmonika Saloon Poème (1934)
- A Vol D'Oiseau (1936)
- Dormeuse (1937)
- Ophélie (1955)
- Désert Secret (1965)
- Les Semeurs De Feu. Ephéméride pour Robert Goffin (1968)
- Le Commun Des Mortels (1973)